# Misako Uno
Misako Uno (jap. 宇野 実彩子 Uno Misako; ur. 16 lipca 1986 w Tokio) – japońska piosenkarka, tancerka, aktorka, projektantka mody, prezenterka i impresario, a także liderka zespołu AAA oraz członek YMCA.

## Piosenki
| Rok  | Album BSO                      | Tytuł piosenki  |
| ---- | ------------------------------ | --------------- |
| 2006 | BSO - The Grudge 2             | No End This Way |
| 2005 | Slow Dance Original Soundtrack | Now Is The Time |
| 2005 | Slow Dance Original Soundtrack | Good Time       |
| 2005 | Slow Dance Original Soundtrack | Groovin'        |

### Single
- 18.07.2018 - Summer Mermaid
- 14.02.2018 - どうして恋してこんな (Doushite Koishite Konna)
- 15.05.2019 - Mint

### Minialbum
- 06.01.2021 - Sweet Hug

### Album
- 17.07.2019 - Honey Stories
- 06.04.2022 - All AppreciAte

## Role w filmach
- The Grudge – Klątwa 2 (Miyuki Nazawa), 2006
- Hitomi (Endo Keiko), 2008
- Extraordinary Undercover Detective, Yonekura Madoka, 2009
- Umechan Sensei, (Akane Yabuki), 2012
- Tokyo Toy Box, (Hoshino Tsukiyama), 2013